# Dzierzkowice
Dzierzkowice è un comune rurale polacco del distretto di Kraśnik, nel voivodato di Lublino.
Ricopre una superficie di 86,81 km² e nel 2004 contava 5 394 abitanti.